# Boston Teran
Pour les articles homonymes, voir Terán.
Œuvres principales
- Trois femmes

Boston Teran est un écrivain américain contemporain, auteur de roman policier. Son identité réelle est inconnue ; il s'agirait d'un pseudonyme. 

## Biographie
Il naît et grandit dans le South Bronx, à New York. Selon Claude Mesplède, qui reprend cette information des éditeurs de l'auteur, Boston Teran aurait eu comme métier d'écrire « les discours du démocrate John Kerry ».
Il vit en Californie.
Son premier roman noir, intitulé Satan dans le désert (God Is a Bullet, 1999), qui remporte à sa parution de nombreux prix et distinctions, est le récit d'une enquête criminelle qui plonge ses racines dans un premier meurtre perpétré dans les années 1970 sur la personne d'Hannah, une vieille femme noire un peu folle. Dans Discovery Bay (The Prince of Deadly Weapons, 2002), Dane Rudd, devenu presque aveugle à la suite d'une agression, doit sa guérison à une greffe de cornée prélevée sur un jeune homme qui aurait été victime d'un meurtre. Rudd, qui croit avoir une dette envers le jeune disparue, cherche à découvrir les dessous de cette sombre affaire qui se déroule dans le milieu tape-à-l'œil des nouveaux riches de Californie.  

## Œuvre

### Romans
- God Is a Bullet (1999) Publié en français sous le titre Satan dans le désert, traduit par Éric Holweck, revu par Caroline Souillot, Paris, Éditions du Masque, 2004  (ISBN 2-7024-3178-X) ; réédition, Paris, Gallimard, coll. « Folio policier » no 377, 2005  (ISBN 2-07-031759-5)
- Never Count Out The Dead (2001) Publié en français sous le titre Méfiez-vous des morts, traduit par Frank Reichert, Paris, Éditions du Masque, 2002  (ISBN 2-7024-8023-3) ; réédition, Paris, J'ai lu coll. « Thriller » no 7410, 2004  (ISBN 2-290-33616-5)
- The Prince of Deadly Weapons (2002) Publié en français sous le titre Discovery Bay, traduit par Daniel Lemoine, Paris, Éditions du Masque, 2005  (ISBN 2-7024-8105-1) ; réédition, Paris, Gallimard, coll. « Folio policier » no 437, 2006  (ISBN 2-07-032010-3)
- The Creed of Violence (2010) Publié en français sous le titre Le Credo de la violence, traduit par Frank Reichert, Paris, Éditions du Masque, 2010  (ISBN 978-2-7024-3456-7)
- Gardens of Grief (2011)
- The World Eve Left Us (2012)
- The Cloud and the Fire (2013)
- The Country I Lived In (2013)
- Two Boys at Breakwater (2021)

### Roman publié uniquement en français
- Woman (2006) Publié directement en français sous le titre Trois femmes, traduit par Frank Reichert, Paris, Éditions du Masque, 2006  (ISBN 2-7024-3264-6) ; réédition, Paris, Gallimard, coll. « Folio policier » no 498, 2008  (ISBN 978-2-07-034478-9)

### Autre publication
- Giv - The Story of a Dog and America (2009)

## Prix et distinctions
- Gagnant du Stephen Crane Literary First Fiction Award 1999 pour Satan dans le désert
- Gagnant du CWA John Creasey Award du premier roman en 2000 pour Satan dans le désert
- Finaliste pour le prix Edgar-Allan-Poe du premier roman en 2000 pour Satan dans le désert
- Finaliste du International IMPAC Dublin Literary Award 2001 pour Satan dans le désert
- Gagnant du Japan Adventure Fiction Association Prize 2001 pour Satan dans le désert
- Gagnant du Grand prix Calibre 38 en 2004: Satan dans le désert
- Finaliste du International IMPAC Dublin Literary Award 2009 pour Giv - The Story of a Dog and America
- Gagnant du Eric Hoffer Award – da Vinci Eye 2011 pour The World Eve Left Us
- Finaliste du ForeWord Review's Book of the Year for Historical Fiction 2012 pour Gardens of Grief
- Gagnant du ForeWord Review's Book of the Year (Silver) for Adult Fiction 2012 pour The World Eve Left Us

## Adaptation cinématographique
- 2023 : God Is a Bullet de Nick Cassavetes, d'après son roman du même nom

## Sources
- Claude Mesplède, Dictionnaire des littératures policières, vol. 2 : J - Z, Nantes, Joseph K, coll. « Temps noir », 2007, 1086 p. (ISBN 978-2-910-68645-1, OCLC 315873361), p. 867.